# Stand Up and Scream
Stand Up and Scream är det engelska metalcore-bandet Asking Alexandrias debutalbum, släppt den 15 september 2009 genom Sumerian Records. Albumet nådde plats 170 på Billboard 200, plats 29 på Top Independent albums och plats 5 på Top Heatseekers. Skivan lyckades hålla sig på plats 36 på Top Heatseekers-listan till slutet på juli 2010.

## Bakgrund
Albumets titel kommer från andra låten, "The Final Episode (Let's Change the Channel)", där den relevanta raden i refrängen lyder "Just stand up and scream, the tainted clock is counting down".
Sex av låtarna på albumet hade tidigare släppts digitalt via bandets MySpace och PureVolume-konton. Det finns både större och mindre skillnader mellan låtarna på albumet jämfört med de som släpptes digitalt 2008. Albumet har sålt över 100 000 kopior världen över.
Låten "Hey There Mr. Brooks" är skriven som en hyllning till filmen Mr. Brooks. Dess text innehåller många hänvisningar till scener i filmen.

## Låtlista
| Nr           | Titel                                                                    | Längd |
| ------------ | ------------------------------------------------------------------------ | ----- |
| 1.           | Alerion                                                                  | 2:15  |
| 2.           | The Final Episode (Let's Change the Channel)                             | 4:02  |
| 3.           | A Candlelit Dinner with Inamorta                                         | 4:04  |
| 4.           | Nobody Don't Dance No More                                               | 4:00  |
| 5.           | Hey There Mr. Brooks (featuring Shawn Milke of Alesana)                  | 4:10  |
| 6.           | Hiatus                                                                   | 1:45  |
| 7.           | If You Can't Ride Two Horses at Once... You Should Get Out of the Circus | 3:46  |
| 8.           | A Single Moment of Sincerity                                             | 3:51  |
| 9.           | Not the American Average                                                 | 4:39  |
| 10.          | I Used to Have a Best Friend (But Then He Gave Me an STD)                | 4:06  |
| 11.          | A Prophecy                                                               | 3:34  |
| 12.          | I Was Once, Possibly, Maybe, Perhaps a Cowboy King                       | 3:41  |
| 13.          | When Everyday's the Weekend                                              | 4:23  |
| Total längd: | Total längd:                                                             | 48:16 |

## Personal
Asking Alexandria
- Sam Bettley – elbas
- Ben Bruce – sologitarr, programmering, bakgrundssång
- James Cassells – trummor
- Cameron Liddell – kompgitarr, bakgrundssång
- Danny Worsnop – sång, programmering

Produktion
- Produktion, engineering, mixing och mastering av Joey Sturgis
- Ytterligare redigering by Nick Sampson
- Omslag och fotografi av Phill Mamula
- Art conception by Ash Avildsen
- Distribuerad av RED Distribution